# Sulfonylharnstoffe

Grundstruktur eines Sulfonylharnstoffes. Die Sulfonylharnstoffgruppe ist rot die variablen Reste sind blau markiert.

Sulfonylharnstoffe sind orale Antidiabetika, Arzneistoffe, die bei Diabetes mellitus Typ 2 (Zuckerkrankheit) eingesetzt werden. Sie ermöglichen die erhöhte Freisetzung von Insulin durch Blockade von Kalium-Kanälen in den β-Zellen der Bauchspeicheldrüse. Sie sind strukturell mit den Sulfonamiden verwandt. Einige Sulfonylharnstoffe sind auch als Herbizid wirksam.

## Einsatz als Antidiabetikum

### Pharmakologie
Sulfonylharnstoffe stimulieren die Insulinfreisetzung aus den β-Zellen des Pankreas unabhängig von der Blutglucosekonzentration (insulinotrope Wirkung). Sie blockieren die ATP-sensitiven Kaliumkanäle der β-Zelle durch Bindung an spezifische SUR-1 Bindungsstellen.  Als Folge der Depolarisation der Zelle öffnen sich spannungsgesteuerte Calciumkanäle. Der Calciumeinstrom führt zu einer Entleerung des Insulins aus den Speichervesikeln und somit zu einer erhöhten Insulinfreisetzung ins Blut. Sie sind wirksam zur Risikosenkung mikrovaskulärer Ereignisse (Glibenclamid).
Gliquidon wird als einziger Vertreter der Sulfonylharnstoffe nur über die Leber abgebaut und kann daher bei Niereninsuffizienz gegeben werden.

Tolbutamid, ein Vertreter der Sulfonylharnstoffe

Erste Antidiabetika auf Basis von Sulfonylharnstoffen kamen um 1956 auf den Markt, wichtig war die Entwicklung bei Boehringer Mannheim unter Erich Haack (und zuvor seine Entwicklungen bei der Pharmafirma von Heyden in Radebeul), die zu Oranil (Carbutamid, klinische Tests Hellmuth Kleinsorge) führten, es kamen aber etwa gleichzeitig mehrere andere Medikamente auf den Markt. Die blutzuckersenkende Wirkung von Sulfonamiden stellte zuerst in den 1930er Jahren in Frankreich Auguste Loubatières fest. Die blutzuckersenkende Wirkung wurde zunächst als störende Nebenwirkung der im Vordergrund stehenden antibiotischen Wirkung betrachtet.

#### Nebenwirkungen
Sulfonylharnstoffe können zu einer Unterzuckerung führen, eventuell auch zu gastrointestinalen Beschwerden. Sie fördern die Gewichtszunahme durch die antilipolytische Wirkung des Insulins. Seltene Nebenwirkungen sind Störungen der Blutbildung oder hepatische Cholestase (wie bei den Sulfonamiden).
Sulfonylharnstoffe erzwingen eine Insulinausschüttung aus den β-Zellen des Pankreas, damit können sie zur Hypoglykämie führen. Weiterhin deuten Studien darauf hin, dass Sulfonylharnstoffe zu einem Versagen der β-Zellen führen können.
Nach neuesten Studien kann es zu kardialen Risiken durch Sulfonylharnstoffe kommen.

#### Kontraindikationen
Kontraindiziert sind Sulfonylharnstoffe und deren Derivate bei Diabetes mellitus Typ 1, schwerer Leber- bzw. Niereninsuffizienz (dies gilt nicht für Gliquidon und Repaglinid) und Pankreatektomie.  Bei Schwangerschaft müssen Diabetikerinnen auf Insulin umgestellt werden. Weitere Kontraindikationen bestehen bei größeren operativen Eingriffen oder bei schweren Infekten.

### Vertreter
Der bekannteste Vertreter ist Glibenclamid. Glimepirid hat eine längere Wirkdauer als Glibenclamid. Ältere, deutlich schwächer wirksame Sulfonylharnstoffe sind Tolbutamid und Carbutamid.
Sulfonylharnstoffe der ersten Generation:
- Carbutamid
- Tolbutamid

Sulfonylharnstoffe der zweiten Generation:
- Glibenclamid (Handelsnamen zum Beispiel Euglucon N, Normoglucon, Glucobene und Dia-Eptal)
- Glibornurid (Gluborid, Glutril)
- Gliclazid (Handelsname Diamicron UNO)
- Glipizid (Glibenese, Minidiab)
- Gliquidon (Glurenorm)
- Glisoxepid (Pro-Diaban)
- Glycodiazin (Redul)

Sulfonylharnstoffe der dritten Generation:
- Glimepirid (Handelsname zum Beispiel Amaryl)

## Einsatz als Herbizid

Allgemeine Strukturformel der Sulfonylharnstoff-Herbizide
Y = N oder CH

Die Sulfonylharnstoffe (SU) sind eine der wichtigsten Herbizidgruppen. 2010 wurden über 30 % der deutschen Getreide-Anbauflächen mit ihnen behandelt.
Die Einführung der Sulfonylharnstoffe führte zu einer Reduzierung der Aufwandmengen von vorher etwa 2000 g·ha−1 auf 3–60 g·ha−1. Dieses Niveau ist bis heute unübertroffen.
Im Vergleich zu anderen Wirkstoffklassen der Herbizide (Wuchsstoffe, Triazine, ACCase-Hemmer) gibt es bei den Sulfonylharnstoffen eine große Variabilität in den Wirkungsspektren.
Die Sulfonylharnstoffe sind schwach sauer. Abhängig vom pH-Wert liegen sie entweder als Anion oder neutral vor. Bei Zimmertemperatur sind sie kristalline Feststoffe mit extrem niedrigem Dampfdruck, weshalb sich trockene
Formulierungen anbieten. Viele Sulfonylharnstoff-Herbizide sind als wasserdispergierbare Granulate (WG) formuliert.
Aufgrund ihres hochspezifischen Wirkmechanismus als Hemmer der Acetolactat-Synthase sind die Sulfonylharnstoffe durch Punktmutationen des Zielenzyms resistenzgefährdet.
| Name                     | Einsatzbereich: Selektivität für                     | Aufwandmenge in g·ha−1 | Hersteller        |
| ------------------------ | ---------------------------------------------------- | ---------------------- | ----------------- |
| Amidosulfuron            | Getreide                                             | 30–60                  | Bayer CropScience |
| Azimsulfuron             | Reis                                                 |                        | DuPont            |
| Bensulfuron-methyl       | Reis                                                 | 20–75                  | DuPont            |
| Chlorimuron-ethyl        | Sojabohnen                                           | 8–13                   | DuPont            |
| Chlorsulfuron            | Getreide                                             | 9–25                   | DuPont            |
| Cinosulfuron             | Reis                                                 | 20–40                  | Syngenta          |
| Cyclosulfamuron          |                                                      |                        |                   |
| Ethametsulfuron-methyl   | Raps                                                 | 15–20                  | DuPont            |
| Ethoxysulfuron           |                                                      |                        |                   |
| Flazasulfuron            | Obst, Wein, Nichtkulturland                          | 15–20                  | Ishihara          |
| Foramsulfuron            |                                                      |                        |                   |
| Flupyrsulfuron-methyl-Na | Getreide (spez. gegen Acker- Fuchsschwanz, Windhalm) |                        |                   |
| Halosulfuron-methyl      | Mais, Grünland                                       | 18–25                  | Nissan            |
| Imazosulfuron            | Reis, Grünland                                       | 50–100                 | Takeda            |
| Iodosulfuron             |                                                      |                        |                   |
| Mesosulfuron             | Getreide (spez. gegen Acker-Fuchsschwanz)            |                        |                   |
| Metsulfuron-methyl       | Getreide, Reis Nichtkulturland                       | 3–8 14–168             | DuPont            |
| Nicosulfuron             | Mais                                                 | 35–70                  | DuPont / Ishihara |
| Oxasulfuron              |                                                      |                        |                   |
| Primisulfuron-methyl     | Mais                                                 | 20–40                  | Syngenta          |
| Prosulfuron              | Getreide, Mais                                       | 20–40                  | Syngenta          |
| Pyrazosulfuron-ethyl     | Reis                                                 | 15–30                  | Nissan            |
| Rimsulfuron              | Kartoffeln, Mais                                     | 5–25                   | DuPont            |
| Sulfometuron-methyl      | Nichtkulturland, Forst                               | 26–420                 | DuPont            |
| Sulfosulfuron            | Getreide (spez. gegen Trespe, Quecke, Windhalm)      |                        | Monsanto          |
| Thifensulfuron-methyl    | Grünland                                             | 2–30                   | DuPont            |
| Triasulfuron             | Getreide                                             | 10–30                  | Syngenta          |
| Tribenuron-methyl        | Getreide                                             | 9–18                   | DuPont            |
| Trifloxysulfuron-Natrium |                                                      |                        |                   |
| Triflusulfuron-methyl    | Rüben                                                | 15–30                  | DuPont            |